# Manuela Gatti
Manuela Gatti (Roma, 18 giugno 1955) è un'attrice italiana.

## Biografia
Nata a Roma, ha iniziato la sua carriera di attrice in teatro e, dopo una prima gavetta, figure importanti come Fiorenzo Fiorentini e Gino Bramieri l'hanno fatta lavorare nei loro spettacoli. Manuela Gatti è quindi entrata anche nel mondo della televisione, della pubblicità e del cinema lavorando in film come La grande bellezza. 

## Filmografia

### Cinema
- Si ringrazia la regione Puglia per averci fornito i milanesi, regia di Mariano Laurenti (1982)
- Il ragazzo di campagna, regia di Castellano e Pipolo (1984)
- La donna delle meraviglie, regia di Alberto Bevilacqua (1985)
- Grandi magazzini, regia di Castellano e Pipolo (1986)
- Francesca è mia, regia di Roberto Russo (1986)
- Rosso di sera, regia di Beppe Cino (1988)
- Mia moglie è una bestia, regia di Castellano e Pipolo (1988)
- Fiori di zucca, regia di Stefano Pomilia (1989)
- Non più di uno, regia di Berto Pelosso (1990)
- Quel treno per Budapest, regia di Paolo Poeti (1990)
- Tre colonne in cronaca, regia di Carlo Vanzina (1990)
- Gli assassini vanno in coppia, regia di Piero Natoli (1992)
- Ci hai rotto papà, regia di Castellano e Pipolo (1993)
- Panarea, regia di Pipolo (1997)
- Che ne sarà di noi, regia di Giovanni Veronesi (2004)
- Manuale d'amore, regia di Giovanni Veronesi (2005)
- La grande bellezza, regia di Paolo Sorrentino (2013)

### Televisione
- Fiori alla memoria, regia di Maurizio Rotundi (1984)
- L'ingranaggio, regia di Silverio Blasi (1988)
- Bomba nell'oasi, regia di Maurizio Lucidi (1987)
- Eurocops, regia di Alberto Sironi (1988)
- Il gorilla, regia Maurizio Lucidi (1990)
- Un ciclone in famiglia, regia di Carlo Vanzina (2004)
- Distretto di polizia 4 , regia di Lucio Gaudino (2005)
- Un caso di coscienza 2, regia di Luigi Perelli (2005)
- Sottocasa, vari registi (2006)
- Gente di mare, regia di Alfredo Peyretti (2006)
- L'uomo che cavalcava nel buio, regia di Salvatore Basile (2009)
- Butta la luna, regia di Vittorio Sindoni (2006 - 2009)
- Don Matteo 7 (2009)
- Un posto al sole (2009)
- Ho sposato uno sbirro 2 (2010)
- Un passo dal cielo (2011)
- Il commissario Rex (2013)

### Cortometraggio
- Prima missione, regia di Gianluigi Ceccarelli (2011)

## Teatro
- Cabaret, regia di Lando Fiorini (1980)
- L'inferno può attendere, regia di Amendola e Corbucci (1980)
- Gran Caffè Italia, regia di Michele Mirabella (1981)
- Flaiano al Flaviano, regia di Attilio Corsini (1983)
- Lo strano mondo di Alex, regia di Flavio Bucci (1985)

## Programmi televisivi
- Drive In (1983)
- Vanità (1984)
- G. B. Show (1984)
- Supersera (1985)

## Doppiaggio

### Serie animate
- Miao Miao in Ugo re del judo
- Senda in Jacky, l'orso del monte Tallac
- Pete in La spada di King Arthur

### Cinema
- Joan Cusack in Una donna in carriera

## Radio
- Le piace la radio, regia di Paolo Poeti e conduttrice insieme a Gianni Nazzaro e Giovanna regia di M. Mazzucchi (1983)
- Radio varietà, regia di D. Verde (1984)
- Il Titanic, radiodramma, regia di Tomaso Sherman (1994)
- Il computer, radiodramma, regia di Francesco Ansalone (1995)